# Stylobasiaceae
Stylobasiaceae is een botanische naam, voor een familie van tweezaadlobbige planten. Een familie onder deze naam wordt zelden of nooit erkend door systemen voor plantentaxonomie, en ook niet door het APG-systeem (1998) en het APG II-systeem (2003): aldaar worden deze planten ingedeeld bij de familie Surianaceae.
Indien erkend, gaat het om een heel kleine familie.